# Hitler-Tagebücher
Die sogenannten Hitler-Tagebücher sind vom Nachrichtenmagazin Stern im Jahr 1983 veröffentlichte Fälschungen, die der Maler Konrad Kujau angefertigt und der Reporter Gerd Heidemann für das Magazin angekauft hatte. Als Verlagsleitung und Chefredaktion des Stern am 25. April 1983 erklärten, Adolf Hitlers geheime Tagebücher zu besitzen, lösten sie einen der größten deutschen Presseskandale der Nachkriegszeit aus. Am 28. April begann der Stern damit, Auszüge aus den Büchern zu veröffentlichen, ohne eine Echtheitsuntersuchung durch das Bundeskriminalamt (BKA) abzuwarten. Nach deren am 6. Mai veröffentlichtem Endergebnis waren die angeblichen Tagebücher zweifelsfrei gefälscht. Der Stern, der zu diesem Zeitpunkt bereits 62 Bände für 9,3 Millionen DM erworben hatte, büßte erheblich an Ansehen und Glaubwürdigkeit ein.

## Verlauf des Skandals

### Vorgeschichte und Entstehung der Tagebücher

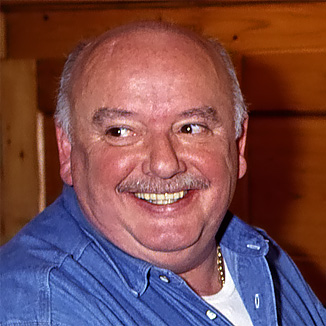
Konrad Kujau (1992)

Die Initialen FH (obere Reihe) und AH (untere Reihe) in der Schriftart Engravers Old English normal

Konrad Kujau lernte 1974 den Militaria-Sammler und Industriellen Fritz Stiefel kennen, dem er sich als Konrad Fischer vorstellte. In der Folgezeit verkaufte er Stiefel die unterschiedlichsten Devotionalien, die aus der Zeit des Nationalsozialismus stammen sollten, darunter angebliche Werke Hitlers, wie Handschriften, Zeichnungen und Gemälde. Im November 1975 schrieb Kujau dann das erste Hitler-Tagebuch, einen Halbjahresband, der den Zeitraum von Januar bis Juni 1935 umfasst. Zu diesem Zweck hatte er in einem Konsumladen in der DDR eine schwarze Kladde erworben, auf deren Einband er die vermeintlichen Initialen Hitlers in goldfarbenen, metallischen Lettern klebte. Da ihm der Buchstabe A im passenden Schrifttypensatz Engravers Old English normal fehlte, nahm Kujau einfach ein großes F. Das Buch überließ er Fritz Stiefel zur Ansicht. Kujau bezeichnete es später als Jux, dessen Inhalt er aus einer Chronik der NS-Zeit abgeschrieben habe. Im Frühjahr 1978 begutachtete der Historiker und ehemalige Mitarbeiter des Hauptarchivs der NSDAP August Priesack die vermeintlichen Dokumente. Im November desselben Jahres erhielt auch der Historiker Eberhard Jäckel Kopien von 72 angeblichen Hitler-Dokumenten aus Stiefels Sammlung. Den ersten Band des Tagebuchs, den Stiefel und „Fischer“ ihm im September 1979 vorlegten, bezeichnete er als „Sensation“.
Am 6. Januar 1980 traf Stiefel erstmals den Hamburger Stern-Reporter Gerd Heidemann, der ihm einige Gegenstände aus Hermann Görings früherem Besitz verkaufen wollte. Heidemann hatte 1973 von einem Bonner Druckereibesitzer für 160.000 DM Görings 28-Meter-Motorjacht Carin II erworben, sich mit deren Renovierung aber finanziell übernommen. Da er insgesamt Schulden in Höhe von 250.000 DM angehäuft hatte, wollte er die Jacht nun gewinnbringend verkaufen. Um ihm dabei behilflich zu sein, stellte der Augsburger Sammler Jakob Tiefenthäler den Kontakt zu Stiefel her. Dieser kaufte Heidemann zwar einzelne Objekte ab, hatte aber kein Interesse an der Jacht. Bei dem Treffen zeigte er Heidemann das vermeintliche Tagebuch Hitlers.
Heidemann bot ihm spontan eine Million DM an und lernte ganze Passagen des Inhalts auswendig. Den Namen des Lieferanten nannte Stiefel ihm nicht. Heidemann erwog zunächst eine Vermarktung ohne den Stern. Er stand in Kontakt mit einem niederländischen Finanzier aus der Ölbranche und ehemaligem Waffenhändler, der den Erwerb vorfinanziert hätte. Außerdem wandte er sich wegen einer möglichen Zusammenarbeit an den britischen Autor David Irving. Thomas Walde, der Leiter des Ressorts Zeitgeschichte beim Stern, überzeugte ihn jedoch davon, die Tagebücher für das Magazin zu beschaffen. Monatelang versuchte Heidemann erfolglos, den Händler der Tagebücher ausfindig zu machen. Kujau hielt sich bewusst im Hintergrund, da ihm der Stern politisch zu links war. Heidemann recherchierte daher zunächst die mögliche Fundgeschichte der Tagebücher. Am 21. April 1980 traf sich das Ressort Zeitgeschichte auf der Carin II. Dabei wurde unter anderem auch über die Hitler-Tagebücher gesprochen, und Heidemann erhielt den Auftrag, diese zu suchen.
Im September desselben Jahres bekam Heidemann einen Hinweis, dass ein kurz vor Kriegsende verschollenes Flugzeug die Tagebücher transportiert haben könnte. Eine von Major Friedrich Anton Gundelfinger gesteuerte Junkers Ju 352 sei im April 1945 mit mehreren Personen und angeblich geheimem Material an Bord im eingekesselten Berlin gestartet und im Bayerischen Wald abgestürzt. Bei den weiteren Recherchen stellte sich Börnersdorf in der DDR als tatsächliche Absturzstelle heraus. Dort fand Heidemann tatsächlich die Gräber von Gundelfinger und weiteren verunglückten Soldaten. Bei seinen Recherchen in der DDR wurde Heidemann von Thomas Walde und Offizieren des Staatssicherheitsdienstes begleitet. Der Fund bestärkte ihn darin, an die Existenz der Tagebücher und an deren Echtheit zu glauben. Daher versuchte er Ende November 1980 erneut, über Tiefenthäler Kontakt zu „Fischer“ aufzunehmen. Dabei erhöhte Heidemann ohne Wissen des Verlags das Angebot auf zwei Millionen DM pro Band.
Über einen Brief von Tiefenthäler erfuhr Kujau von diesem Angebot und signalisierte nach mehreren Wochen Bedenkzeit Interesse. Heidemann erhielt die Telefonnummer der Firma Lieblang, benannt nach Kujaus Lebensgefährtin Edith Lieblang, und rief am 15. Januar 1981 „Fischer“ an. Beide vereinbarten ein Treffen für den 28./29. Januar 1981. Heidemann informierte Kujau über seine Rechercheergebnisse in der DDR, die dieser wiederum geschickt in seine Geschichte der angeblichen Hitler-Tagebücher einbaute. Heidemann sah sich dadurch noch weiter in seiner Recherche und der Existenz der Tagebücher bestätigt. Kujau erzählte ihm, die Tagebücher gelangten über seinen Bruder, der Generalmajor bei der Nationalen Volksarmee sei, in den Westen. Tatsächlich war Kujaus Bruder Gepäckträger bei der Deutschen Reichsbahn. Auch seinen Schwager, einen angeblichen Museumsdirektor, wob er in die Tagebuch-Legende mit ein. Um die Beschaffer der Tagebücher nicht zu gefährden, müsse deren Herkunft geheim bleiben. Von den insgesamt 27 Tagebuchbänden befänden sich drei in der Bundesrepublik und drei in den Vereinigten Staaten. „Fischer“ sagte den Verkauf der Tagebücher an den Stern zu.
Die Geschichte seiner vermeintlichen Entdeckung bereitete Heidemann zusammen mit Thomas Walde im April 1983 unter dem Aufmacher Wie Sternreporter Gerd Heidemann die Tagebücher fand für den Stern auf. Die in einer Kiste verstauten Bücher seien nach dem Absturz von einem deutschen Offizier geborgen und sichergestellt worden. Über ihr weiteres Schicksal schrieb Heidemann, dass die weiteren Aufbewahrungsorte und Wege der Bücher in den Westen nicht genannt werden könnten, da die Finder Anonymität zur Bedingung gemacht hätten.

### Gruner + Jahr und dieStern-Redaktion
Am 27. Januar 1981 trafen sich Heidemann und Walde mit Manfred Fischer, dem Vorstandsvorsitzenden, und Jan Hensmann, dem für den Zeitschriftenbereich zuständigen Vorstandsmitglied des Verlags Gruner + Jahr. Fischer entschied, die Tagebücher für zwei Millionen DM für den Stern anzukaufen, dessen Chefredaktion darüber aber nicht zu informieren, um die Recherchen vor der internationalen Konkurrenz geheim zu halten. Es wurde das Geheimprojekt Grünes Gewölbe innerhalb des Stern ins Leben gerufen. Der Name leitet sich vom Grünen Gewölbe ab, der ehemaligen Schatzkammer des sächsischen Herrscherhauses in Dresden. Nur wenige Mitglieder der Verlagsleitung und des Ressorts Zeitgeschichte beim Stern waren eingeweiht. Am 13. Februar 1981 erwarb Gruner + Jahr zunächst drei Tagebücher für je 85.000 DM ohne dafür eine Quittung zu erhalten. Im späteren Prozess wurde Heidemann vorgeworfen, nur maximal 60.000 DM pro Band an Kujau bezahlt und den Rest unterschlagen zu haben. Am 23. Februar 1981 schloss der Reporter mit Vorstandschef Fischer einen Vertrag ab, in dem Heidemann eine Beteiligung an den Lizenzerlösen der Tagebücher zugesichert wurde. Walde und Heidemann erhielten außerdem exklusive Rechte zur Auswertung der Tagebücher sowie die Erlaubnis, die näheren Umstände der Beschaffung und ihre Quellen geheim zu halten. Auf diese Weise wurde jegliche redaktionelle Kontrolle des Vorgangs verhindert.
Am 9. März 1981 reiste Manfred Fischer in die Konzernzentrale nach Gütersloh, wo er Reinhard Mohn, den Vorstandsvorsitzenden von Bertelsmann, traf. Mohn wollte Fischer am 29. Juni, Mohns sechzigstem Geburtstag, zu seinem Nachfolger machen. In einem Vieraugengespräch weihte Fischer Mohn in das Geheimprojekt Grünes Gewölbe ein. Dabei zeigte er ihm ein Dossier Heidemanns und mehrere Bände der Tagebücher. Mohn war fasziniert und sprach von der Sensation des Jahrhunderts. Mohn hatte keine Fragen und Zweifel zur Echtheit der Tagebücher.
Am 13. Mai 1981 beschloss die Redaktion des Stern, Heidemann in die Türkei zu schicken, um über den Papst-Attentäter Mehmet Ali Ağca zu recherchieren. Da die Verlagsleitung dadurch das Projekt Grünes Gewölbe gefährdet sah, weihte sie nun die Chefredaktion in das Geheimprojekt ein. Chefredakteur Peter Koch äußerte Zweifel an der Echtheit der Tagebücher. Um mehr über den Absturz der Ju 352 mit den Tagebüchern an Bord zu erfahren, fuhr Heidemann am 26. Mai 1981 erneut nach Börnersdorf. Zeugen des Absturzes schilderten ihm, dass die Ladung der Maschine verbrannt sei und nur zwei Flugzeugfenster des Wracks erhalten geblieben seien. Am 1. Juli 1981 wurde Gerd Schulte-Hillen neuer Vorstandsvorsitzender von Gruner + Jahr. Kurz vor Amtsantritt informierte sein Vorgänger ihn über das Projekt Grünes Gewölbe. Den Preis für den Erwerb der Tagebücher erhöhte Heidemann zunächst auf 100.000 DM, später auf 200.000 DM pro Band. Der neue Vorstandsvorsitzende akzeptierte das Angebot und genehmigte am 6. August eine Million Mark für den Kauf weiterer Bände.
Später veranlasste die Verlagsleitung den Ankauf von insgesamt 62 Bänden für 9,34 Millionen DM. Der Verbleib dieses Geldes wurde auch im späteren Strafprozess nicht geklärt.

### Gutachten und erste Hinweise auf eine Fälschung

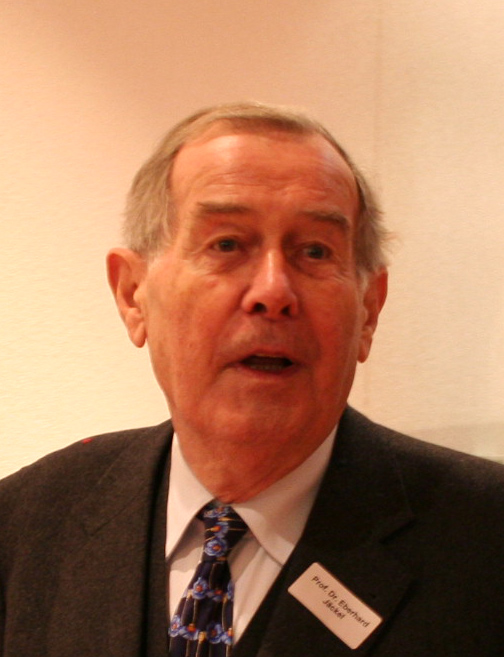
Eberhard Jäckel (2009)

1980 veröffentlichte Eberhard Jäckel zusammen mit Axel Kuhn ein Werk über die Frühschriften Adolf Hitlers von 1905 bis 1924. Unter den für das Buch verwendeten Quellen befanden sich insgesamt 76 aus der Sammlung Stiefel, die alle von Konrad Kujau gefälscht worden waren. Im Vorwort des Werkes ist von „besonders wertvollen Schriftstücken“ und von 50 „teils besonders aufschlußreichen“ Dokumenten aus Privatbesitz die Rede. Im Oktober des Jahres veröffentlichte der Stern Teile des Buches von Jäckel und Kuhn. Das angeblich 1916 von Hitler verfasste Gedicht Der Kamerad, das vom Stern unter der Überschrift „Gereimtes vom Gefreiten H.“ veröffentlicht wurde, wurde von Anton Hoch als ein Werk von Herybert Menzel erkannt. Der Nazidichter hatte das Werk erst 1936 veröffentlicht, also 20 Jahre später. Es konnte also keinesfalls von Adolf Hitler stammen, noch von ihm plagiiert worden sein. Daraufhin veröffentlichten Jäckel und Kuhn in den Vierteljahrsheften für Zeitgeschichte ihre Zweifel an der Echtheit der Dokumente aus der Stiefel’schen Sammlung. Als Reaktion auf Jäckels Rückzieher und um zu beweisen, dass das Gedicht Der Kamerad doch von Hitler stammte, übergab Kujau Heidemann zwei gefälschte DDR-Gutachten. Obwohl diese massive Fehler enthielten und die Behörden, die sie angefertigt haben sollten, gar nicht existierten, schöpften Heidemann und Walde keinen Verdacht.
Weitere Zweifel äußerte der ehemalige SS-General Wilhelm Mohnke, der, zusammen mit dem SS-Obergruppenführer Karl Wolff, 1978 Trauzeuge bei Heidemanns vierter Hochzeit gewesen war. Nachdem Heidemann ihm am 13. Mai 1981 aus den Tagebüchern vorgelesen hatte, wies Mohnke auf sachliche Fehler hin, etwa auf falsche Angaben zur Leibstandarte SS Adolf Hitler. Heidemann unterrichtete Walde über Mohnkes Anmerkungen, aber beide dachten, dass dieser sich irre, und ignorierten seine Aussagen.
Am 13. April 1982 traf sich Thomas Walde mit dem Schweizer Kriminalwissenschaftler Max Frei-Sulzer. Er sollte eine Seite aus einem der Tagebücher, dem Heß-Band, auf Echtheit überprüfen. Als Vergleichsschriftstück erhielt er von Walde ein angebliches Hitler-Dokument, das allerdings auch von Kujau gefälscht worden war. Drei Tage später flog Walde mit dem stellvertretenden Verlagsleiter Wilfried Sorge in die Vereinigten Staaten zu dem Schriftexperten Ordway Hilton. Diesem wurden dieselben Schriftstücke wie Frei-Sulzer vorgelegt. Am 11. Mai bestätigte Hilton und Mitte Juni Frei-Sulzer die Echtheit der angeblichen Tagebücher. Das Landeskriminalamt Rheinland-Pfalz verglich die übergebenen Dokumente mit echten Hitler-Dokumenten, bestätigte aber am 25. Mai 1982 ebenfalls die Authentizität. Der britische Historiker Hugh Trevor-Roper und sein US-amerikanischer Kollege Gerhard Weinberg bestätigten nach einer Prüfung der angeblichen Tagebücher in einem Tresorraum einer Zürcher Bank deren Echtheit. Auch das Bundesarchiv war zuerst von der Echtheit überzeugt. Niemandem fiel auf, dass einige der Vergleichsschriftproben, die den Gutachtern vorgelegt wurden, ebenfalls Fälschungen waren. Nur das BKA hielt sein Gutachten bis zum Schluss zurück. Dabei gab es vor der Veröffentlichung genug Zweifel an der Echtheit. Zeitzeugen wie Hitlers Adjutanten Richard Schulze-Kossens und Nicolaus von Below konnten nicht bestätigen, dass Hitler Tagebuch geführt hatte. Im Gegenteil, immer wieder hatten Zeugen geschildert, dass Hitler sich nur äußerst ungern schriftlich festlegte. Ebenso fiel die fehlerfreie Schreibweise auf. Die Tagebücher hatten keine Korrekturen. Aber auch die unterschiedlichen Beschaffungsgeschichten, die Heidemann Trevor-Roper auftischte, oder die mit der Zeit immer größer werdende Anzahl an Tagebüchern hätten verdächtig wirken müssen. Waren es zu Beginn der Beschaffungsaktion 27 Bücher, so stieg die Zahl bis zum Schluss auf 62 Exemplare. Als größtes Versäumnis der Redaktion muss angesehen werden, dass die Tagebücher vorschnell veröffentlicht wurden und man das BKA-Gutachten nicht abwartete. Zumindest teilweise kann dies mit dem öffentlichen Druck erklärt werden, der die Verantwortlichen zu einer Veröffentlichung drängte.
Ebenso hätte von vornherein auffallen müssen, dass es sich bei dem Monogramm auf den Umschlagseiten der Tagebücher nicht um ein AH für Adolf Hitler handelte, sondern um ein FH. Man zweifelte, nachdem auf diesen merkwürdigen Umstand aufmerksam gemacht worden war, dennoch nicht an der Authentizität der Tagebücher und erfand Erklärungen dafür, wie „Führer Hitler“ oder „Führer-Hauptquartier“. Mehrere deutsche Historiker, unter anderem der Kölner Ordinarius Andreas Hillgruber, drängten auf eine chemisch-physikalische Echtheitsüberprüfung durch die Labors des Bundesarchivs in Koblenz und des Bundeskriminalamtes. Der Stern bezeichnete Hillgruber daraufhin in seinem Editorial als „Archiv-Ayatollah“, musste sich aber dem Druck fügen.

### Veröffentlichung

Die Zeitschrift Stern veröffentlichte am 28. April 1983 Teile aus den gefälschten Hitler-Tagebüchern

Trotzdem wurden die ersten beiden Tagebücher veröffentlicht. Am 25. April 1983 lud der Stern zu einer internationalen Pressekonferenz in sein Verlagshaus, an der 27 Fernsehteams und 200 Reporter anderer Zeitungen teilnahmen. Bei dem tumultartigen Ereignis drückte man Stern-Reporter Heidemann die Tagebücher in die Hände, und dieser ließ sich in der Euphorie zum Posieren mit den Tagebüchern hinreißen und ablichten.
Am 28. April begann im Stern eine Serie mit dem Titel Hitlers Tagebücher entdeckt. Die Auflage wurde um 400.000 Exemplare auf 2,2 Millionen und der Preis um 50 Pfennig auf 3,50 DM erhöht. Im Editorial schrieb Chefredakteur Peter Koch: „Die Geschichte des Dritten Reiches muss teilweise umgeschrieben werden.“
Die veröffentlichten Auszüge aus den Tagebüchern zeichneten ein völlig verzerrtes Bild von Hitler, das die Verantwortung in Richtung seiner Gefolgsleute verschob. Beispielsweise notierte Kujau für den 10. November 1938 über die Novemberpogrome 1938 (Kristallnacht):
„Es geht nicht, dass unserer Wirtschaft durch einige Hitzköpfe Millionen- und Aber-Millionenwerte vernichtet werden, allein schon an Glas […]. Sind diese Leute denn verrückt geworden? Was soll das Ausland dazu sagen? Werde sofort die nötigen Befehle herausgeben.“
Über Georg Elsers Anschlag auf Hitler im Münchener Bürgerbräukeller schrieb Kujau für den 11. November 1939 über angebliche Verdachtsmomente gegen die Anstifter in Hitlers nächster Umgebung und meinte damit speziell Heinrich Himmler:
„Nachdem ich ihm angedroht habe, ihm [sic!] wegen der Anschuldigungen in Polen, wegen Missachtung meiner Befehle vor ein Parteigericht zu stellen… Dieser hinterhältige Kleintierzüchter mit seinem Drang zur Macht, dieser undurchsichtige Buchhaltertyp wird mich auch kennenlernen.“
In einem der dann nicht mehr veröffentlichten Bände schrieb Kujau, dass Hitler jüdische Siedlungen im Osten geplant habe, „wo sich diese Juden selbst ernähren können“.
Für Rudolf Augstein, zu der Zeit Herausgeber des Konkurrenzblattes Der Spiegel, waren die oben genannten Passagen aus den Tagebüchern ein klarer Beleg für deren Fälschung. Bereits am 2. Mai 1983 schrieb er daher im Spiegel: „Müssen wir uns diesen Quatsch gefallen lassen?“ und „Ja, das alles sollen wir glauben“. Augstein vermutete angesichts evidenter Fehler, die Fälscher hätten „sich an den neuesten Ergebnissen der Forschung nicht orientieren können“.
Der größte Teil des Inhalts der beiden veröffentlichten Tagebücher war jedoch weitgehend banal. In Band 1 schrieb Kujau beispielsweise von Frauengeschichten Joseph Goebbels’ und einem Erlass, mit dem Hitler seinen Mitarbeitern solche Affären verbieten wollte, daneben behandelte er viele private Dinge und unterstellte Hitler dabei eine Tablettenabhängigkeit. Der zweite Band befasste sich u. a. mit dem Flug des Hitler-Stellvertreters Rudolf Heß in das Vereinigte Königreich. Kujau setzte den chronologischen Beginn der Tagebücher auf den 19. November 1932, den Tag der Industrielleneingabe, und begann mit den Worten: „Ich werde ab sofort meine politischen Unternehmungen und Gedanken in Notizen festhalten um wie jeder Politiker sie für die Nachwelt zu erhalten.“
Für die Zweitverwertung verhandelte der Stern mit dem US-Nachrichtenmagazin Newsweek. Die Verhandlungspartner, die sich vor allem für Passagen zum Thema Holocaust interessierten, zogen ihr Angebot jedoch kurz vor Abschluss der Verhandlungen zurück. Das Magazin hatte einige Kopien der Tagebücher erhalten, die Redaktion des Magazins war jedoch nach Aussagen von Stern-Herausgeber Henri Nannen nicht mit der Bearbeitung der Textstellen zu Hitlers Judenpolitik einverstanden. Im Gegensatz dazu war die Londoner Sunday Times vor allem an den Passagen zum Schottlandflug von Hitler-Stellvertreter Rudolf Heß interessiert, der vom Stern auch als Erstes freigegeben wurde. Parallel dazu kündigten die französische Illustrierte Paris Match und die italienische Panorama den Abdruck an.

### Belege für eine Fälschung
Am frühen Nachmittag des 6. Mai 1983 meldeten Nachrichtenagenturen, dass es sich bei den Hitler-Tagebüchern um Fälschungen handelte. Die Gutachten des Bundeskriminalamts und der Bundesanstalt für Materialprüfung hatten zweifelsfrei ergeben, dass die bei der Bindung verwendeten Materialien erst nach dem Zweiten Weltkrieg hergestellt worden waren. Bei einem Test unter ultraviolettem Licht lumineszierte das Papier, wodurch sich sogenannte optische Aufheller nachweisen ließen, die erst seit 1950 bevorzugt zur Papierherstellung und in Textilstoffen eingesetzt werden. Der britische Forensiker Julius Grant, der zwei Bände der Tagebücher für die britische Sonntagszeitung Sunday Times untersuchte, kam bei seiner Untersuchung von Papierproben zu dem gleichen Ergebnis. Weiterhin ergaben linguistische Analysen, dass der Sprachduktus der Tagebücher nur bedingt dem Hitlers entsprach. Ein Zweitgutachten der Eidgenössischen Materialprüfungs- und Forschungsanstalt in St. Gallen bestätigte diesen Befund und fand einen weiteren Beweis für die Fälschung: Unter anderem konnten die Fachleute nachweisen, dass die roten Siegelkordeln mit einem Reaktivfarbstoff eingefärbt waren, der erst 1956 auf den Markt gekommen war. Auch die antike Patina der Bücher erwies sich als nachträglich fabriziert.
Am nächsten Tag wurde Konrad Fischer durch Recherchen des Stern als Konrad Kujau enttarnt.

## Nachspiel vor Gericht
Kujau und Heidemann wurden in Hamburg vor Gericht gestellt und verurteilt. Kujau legte ein Geständnis ab, die 62 Bände selbst geschrieben zu haben. Er wurde am 8. Juli 1985 wegen Betruges in Tateinheit mit Urkundenfälschung zu vier Jahren und sechs Monaten Haft verurteilt. Dabei wurde vom Hamburger Landgericht ein erhebliches Mitverschulden von Verlag und Redaktion als strafmildernd gewertet. Wegen einer Kehlkopfkrebs-Erkrankung wurde Kujau bereits nach drei Jahren aus der Haft entlassen. Nach seiner Haftstrafe nutzte er seine gewonnene Popularität und eröffnete ein eigenes Atelier, in dem er „original Kujau-Fälschungen“ offiziell verkaufte.
Bei Heidemann gelangte das Gericht zu der Überzeugung, dass er von dem Geld, das der Stern zur Verfügung gestellt hatte, einen Betrag in Millionenhöhe nicht an Kujau weitergeleitet, sondern unterschlagen habe. Er wurde zu vier Jahren und acht Monaten Haft verurteilt und lebte zeitweise von Sozialhilfe. Die Nichte Kujaus hat später die Vermutung bekundet, dass Heidemann wohl kein Geld unterschlagen habe.
Ein Thema bei der Gerichtsverhandlung war auch die Art und Weise des Erwerbs der vermeintlichen Tagebücher durch den Stern, bei dem es sich nach Ansicht des Vorsitzenden Richters im Falle der Echtheit der Tagebücher um einen Diebstahl gehandelt hätte. Gerd Schulte-Hillen war, wie alle beim Stern involvierten Personen, der Meinung, dass die Tagebücher rechtmäßig erworben worden seien. Nach zehn Jahren habe der Stern, so Schulte-Hillen, die Tagebücher an das Bundesarchiv abtreten wollen.

## Folgen
Der Stern musste sich für die Veröffentlichung der Fälschung öffentlich entschuldigen. Die Chefredaktion trat zurück. Die Auflage des Blatts fiel massiv; nach einigen Monaten konnte sie sich jedoch erholen. Die Affäre um die Tagebücher haftet dem Stern aber auch heute noch negativ an. Zudem ist die Affäre neben z. B. der Geiselnahme von Gladbeck ein Lehrbuchbeispiel mangelnder Medienethik.
Um die Veröffentlichung und speziell um die Inhalte der Tagebücher, die Hitler in einem positiven Licht darstellen, gibt es Verschwörungstheorien. So behauptete die britische Autorin Gitta Sereny, vier ehemalige SS-Offiziere hätten auf diese Weise versucht, die These zu untermauern, Hitler habe nichts mit dem Mord an den Juden zu tun gehabt und noch nicht einmal etwas davon gewusst. Sereny stellte auch die These auf, dass ein Großteil des verschwundenen Geldes in die Hilfsgemeinschaft auf Gegenseitigkeit der Angehörigen der ehemaligen Waffen-SS (HIAG) geflossen sei. Des Weiteren gibt es die Behauptung Kujaus, er habe im Auftrag des Bundesnachrichtendienstes ein neues Hitler-Bild schaffen sollen.
Robert Harris veröffentlichte 1986 das Buch Selling Hitler über den Skandal. Es bildete die Grundlage für die fünfteilige Fernsehserie Hitler zu verkaufen mit Jonathan Pryce in der Rolle Heidemanns. Die zweite satirische Verarbeitung des Stoffes erfolgte in dem Film Schtonk! von Helmut Dietl aus dem Jahr 1992, der eine Oscarnominierung als bester fremdsprachiger Film erreichte. Er machte die Akteure, vor allem Kujau, noch bekannter.
Die vom Stern erworbenen Bände lagerten jahrzehntelang bei Gruner + Jahr. Eine Übergabe an das Bundesarchiv in Koblenz wurde im April 2013 angekündigt, erfolgte aber erst im Dezember 2023. Der letzte Band der gefälschten Tagebücher wurde am 23. April 2004 in Berlin versteigert; ein anonymer Käufer erwarb ihn für 6500 Euro.

## Podcast
Der Journalist Malte Herwig entdeckte 2018 im Keller des ehemaligen Stern-Reporters Gerd Heidemann mehrere hundert Tonbandkassetten, auf denen Heidemann jedes Gespräch aufgezeichnet hatte, das er zwischen 1980 und 1983 mit Konrad Kujau geführt hatte. Herwig machte zum 70. Jubiläum des Stern aus dem Material den zehnteiligen Podcast „Faking Hitler“, der den größten Presseskandal der deutschen Geschichte aus der Perspektive des Reporters Gert und des Fälscher Conny neu erzählte. Der Podcast wurde ausgezeichnet und zudem mehrfach für Preise nominiert.

## Veröffentlichungen 2023, politische Motive Kujaus
Im Februar 2023 veröffentlichte der NDR alle Bände der gefälschten Tagebücher digital in einer wissenschaftlich kommentierten Ausgabe. Der NDR griff dabei auf von ihm erworbene Kopien der gefälschten Tagebücher zurück, die aus dem Nachlass der britischen Journalistin Gitta Sereny stammen. Mithilfe einer künstlichen Intelligenz der Read-Coop wurden die in alter deutscher Schreibschrift verfassten Fälschungen lesbar und recherchierbar gemacht. Neben den gefälschten Tagebüchern veröffentlichte der NDR eine ausführliche Kommentierung des Berliner Politikwissenschaftlers Hajo Funke, der die Beiträge einordnet und historischen Kontext gibt. Sie seien eine klare Geschichtsfälschung und eindeutig Ausdruck von Holocaustleugnung.
Zeitgleich veröffentlichte der März Verlag eine kommentierte Printausgabe unter dem Titel Die echten falschen »Hitler-Tagebücher« mit einem Vorwort von John Goetz sowie mit einer Einleitung von Heike B. Görtemaker und einer historisch-politischen Einordnung von Hajo Funke. Dieser bezeichnete die Fälschungen in einem Interview mit der Süddeutschen Zeitung als gezielten Versuch, Hitler reinzuwaschen. Dazu führte er aus, dass in den Tagebüchern die Ermordung der europäischen Juden nirgends vorkommt, stattdessen nur Deportationen „zum Arbeitseinsatz nach dem Osten“ erwähnt werden.
Im April 2023 entschied sich der Bertelsmann-Verlag, die in seinem Besitz befindlichen Originalhefte ans Bundesarchiv weiterzugeben, damit sie dort dauerhaft verwahrt und für wissenschaftliche Analysen zur Verfügung stehen. Am 14. Dezember 2023 wurden 52 Kladden an den Standort Koblenz übergeben und sollen dort als Digitalisate der Öffentlichkeit zugänglich gemacht werden. Zwei weitere Kladden befinden sich darüber hinaus im Haus der Geschichte in Bonn, drei Kladden im Polizeimuseum Hamburg und eine in der Fondation Cartier in Paris.

## Verwandte Themen
- Von den Tagebüchern der Eva Braun existieren ebenfalls verschiedene Fälschungen.

## Filme
Dokumentation
- Jörg Müllner: Die Jahrhundertfälschung: Hitlers Tagebücher. ZDFzeit, 2013.[54]
- Der Hitler-Fake: Geschichte einer Jahrhundertfälschung. SWR, Dreiteiler, insgesamt 95 min., 2023.[55]

Spielfilm
- Schtonk!; satirischer Spielfilm von Helmut Dietl aus dem Jahr 1992.

Fernsehserie
- Hitler zu verkaufen (OT: Selling Hitler); britische Fernsehserie aus dem Jahr 1991.
- Faking Hitler; sechsteilige TV-Serie, produziert von TVNOW, deren fiktive Handlung teilweise auf dem gleichnamigen Stern-Podcast basiert.[56][57] Die Hauptrollen spielen Lars Eidinger (Heidemann) und Moritz Bleibtreu (Kujau).[58]